# Kootenay Ice
Die Kootenay Ice waren ein kanadisches Junioren-Eishockeyteam aus Cranbrook, British Columbia, das in der Western Hockey League spielte. Seine Heimspiele trug das Franchise im Cranbrook Recreational Complex aus, der von den Fans auch einfach nur RecPlex genannt wurde.

## Geschichte
1996 wurde das Team als Edmonton Ice gegründet, 1998 zog man schließlich von Edmonton nach Cranbrook um, wo man als Kootenay Ice weiterhin in der WHL spielte. 2002 gewannen die Ice den Memorial Cup, die Meisterschaft der Dachorganisation CHL, die jährlich zwischen den Meistern der drei kanadischen Top-Juniorenligen WHL, OHL und QMJHL ausgespielt wird. 2000 hatte das Franchise zum ersten Mal an diesem Wettbewerb teilgenommen, nachdem sie die Meisterschaft der WHL zum ersten Mal in der Vereinsgeschichte gewonnen hatten. In der Saison 2010/11 gewann das Team zum dritten Mal in seiner Geschichte die Meisterschaft der WHL und den mittlerweile in Ed Chynoweth Cup umbenannten Meisterpokal. In den Playoff-Finalspielen setzte sich die Mannschaft in fünf Begegnungen gegen die Portland Winterhawks durch.
Nachdem das Team im Jahre 2017 an eine Investorengruppe aus Winnipeg verkauft worden war, zog das Franchise zur Saison 2019/20 eben dorthin um und spielte dort bis zum Sommer 2023 unter dem Namen Winnipeg Ice.

## Ehemalige Spieler
Verschiedene Spieler, die ihre Juniorenzeit bei den Kootenay Ice verbrachten, machten später auch in der National Hockey League Karriere. Einige von ihnen sind:
- Riley Armstrong
- Dean Arsene
- Dan Blackburn
- Zdeněk Blatný
- Mike Comrie
- Nigel Dawes
- Cody Eakin
- Brennan Evans
- Cale Fleury
- Kris Foucault
- Matt Fraser
- Mike Green
- Stanislav Gron
- Jason Jaffray
- Peyton Krebs
- Ben Maxwell
- Steve McCarthy
- Brayden McNabb
- Duncan Milroy
- John Negrin
- Tomáš Plíhal
- Roman Polák
- Max Reinhart
- Sam Reinhart
- Aaron Rome
- Jarret Stoll
- Brett Sutter
- Marek Svatoš
- Jaroslav Svoboda
- Matt Walker
- Kyle Wanvig
- Craig Weller
- Jeremy Yablonski

## Team-Rekorde

### Karriererekorde
Spiele: 344  Dale Mahovsky
Tore: 159  Nigel Dawes
Assists: 159  Jarret Stoll
Punkte: 281  Jarret Stoll
Strafminuten: 485  Dion Lassu